# Джеймс Нортон
Джеймс Джеффрі Аєн Нортон (англ. James Geoffrey Ian Norton; нар. 18 липня 1985) — британський актор.

## Біографія
Народився 18 липня 1985 року в Лондоні. Батьки, Г'ю Біддульф Нортон і Лавінія Джейн Нортон (Норман), були вчителями. Вивчав богослов'я в коледжі Фіцвільям Кембріджського університету (з 2004). Отримавши грант від коледжу, викладав в Північній Індії.
У Кембриджі був членом театрального клубу «Марлоу», на сцені якого зіграв багато ролей, в тому числі і в постановках п'єс Шекспіра. Протягом трьох років (2007—2010) відвідував Королівську академію драматичного мистецтва в Лондоні, проте залишив навчання за півроку до випуску. Грав в трупі театру Королівський двір, в театрі Крусібл у Шеффілді, Королівському театрі в Кембриджі.
Вперше на екрані Джеймс Нортон з'явився у 2009 році в невеликій ролі в мелодрамі «Освіта». Початківець актор виконав роль бойфренда молодої віолончелістки Дженні, якого дівчина кидає заради нового залицяльника — Девіда.
Наступного разу Нортон з'явився на екрані тільки в 2012 році в романтичній комедії «Гарний день для весілля», де виконав роль Оуена, і гостросюжетній драмі «Невгамовна». У серіалі «Інспектор Джордж Джентлі» актор зіграв роль Джеймса Блекстона.
У 2013 році фільмографія артиста поповнюється відразу шістьма картинами. У серіалі «Доктор Хто» Нортон з'явився в епізоді під назвою «Холодна війна». Також Джеймс з'явився в багатосерійній комедії «Замок Бландінгс». У спортивній драмі «Гонка» Джеймс зіграв Гая Едвардса. У мелодрамі «Белль» про позашлюбну дочку британського офіцера Джона Ліндсі, життя якої ускладнилася через темний колір шкіри, актор з'явився в ролі британського аристократа Олівера Ешфорда.
Кримінальні серіали Happy Valley (Щаслива долина) [Архівовано 27 грудня 2019 у Wayback Machine.] і «Гранчестер», принесли Джемсу Нортону популярність. За роль в першому з них артист отримав нагороду «Crime Thriller Awards» і був номінований на премію BAFTA TV.
Також Джеймс Нортон взяв участь в створенні пригодницького бойовика «Вікінги», зігравши роль Бйорна. У трагікомедії «Бонобо» про життя мешканців громади хіпі актор зіграв головну роль Ральфа, учасника неформальної організації.
У 2016 році взяв участь у зйомках у фільмі «Війна і мир», де виконав роль Андрія Болконського. Разом з Джеймсом Нортоном головні ролі зіграли Лілі Джеймс і Пол Дано.
29 вересня 2017 року відбулася світова прем'єра трилера Нільса Ардена Оплева «Коматозники». Фільм став продовженням однойменної картини 1990 року, в якій розповідалося про лабораторні експерименти групи студентів, що доводять один одного по черзі у стан клінічної смерті.
У 2019 році знаявся у головній ролі у фільмі Аґнешки Голланд «Ціна правди», де зіграв британського журналіста Гаррета Джонса, який був свідком Голодомору в Україні.

## Фільмографія
| Рік       |    | Українська назва            | Оригінальна назва                | Роль                                         |
| --------- | -- | --------------------------- | -------------------------------- | -------------------------------------------- |
| 2009      | ф  | Освіта                      | An Education                     | хлопець Дженні                               |
| 2012      | ф  | Гарний день для весілля     | Cheerful Weather for the Wedding | Оуен                                         |
| 2012      | с  | Невгамовна                  | Restless                         | Колія                                        |
| 2012      | с  | Інспектор Джордж Джентлі    | Inspector George Gently          | Джеймс Блекстоун (серія «Gently with Class») |
| 2013      | ф  | Гонка                       | Rush                             | хлопець Дженні                               |
| 2013      | ф  | Белль                       | Belle                            | Олівер Ешфорд                                |
| 2013      | с  | Блендінгс                   | Blandings                        | Джимі Белфорд (серія «Pig-hoo-o-o-o-ey»)     |
| 2013      | с  |                             | By Any Means                     | Майкл Пренс(серія «Episode 1»)               |
| 2013      | с  | Смерть приходить в Пемберлі | Death Comes to Pemberley         | Генрі Алвестон (3 серії)                     |
| 2014      | ф  | Містер Тернер               | Mr. Turner                       | Френсіс Вілуджбі                             |
| 2014      | ф  | Бонобо                      | Bonobo                           | Ральф                                        |
| 2014      | ф  | Північ: Сага вікінгів       | Northmen: A Viking Saga          | Бйорн                                        |
| 2014—2018 | с  | Щаслива долина              | Happy Valley                     | Томі Лі Ройс (головна роль)                  |
| 2014—2018 | с  | Грантчестер                 | Grantchester                     | Сідні Чемберс (одна з основних ролей)        |
| 2014      | вг | Dragon Age: Inquisition     |                                  | Коул                                         |
| 2015      | с  | Життя в квадратах           | Life in Squares                  | Дункан Грант (3 серії)                       |
| 2015      | тф | Коханець леді Чаттерлей     | Lady Chatterley's Lover          | сер Кліфорд Чатерлей                         |
| 2016      | с  | Війна і мир                 | War and Peace                    | Андрій Болконський (головна роль)            |
| 2016      | с  | Чорне дзеркало              | Black Mirror                     | Раян (серія «Під укіс»)                      |
| 2017      | ф  | Гемпстед                    | Hampstead                        | Філіп                                        |
| 2017      | ф  | Коматозники                 | Flatliners                       | Джеймі                                       |
| 2018      | с  | Макмафія                    | McMafia                          | Алекс Годман (головна роль)                  |
| 2019      | ф  | Ціна правди                 | Mr. Jones                        | Ґарет Джонс                                  |
| 2021      | с  | Небувалі                    | The Nevers                       | Ґюго Свон                                    |
| 2022      | ф  | Фіктивний агент             | Rogue Agent                      | Роберт Фріґард                               |
| 2023      | ф  |                             | Ex-Husbands                      | Нік Пірс                                     |
| 2024      | ф  | Боб Марлі: Одне кохання     | Bob Marley: One Love             | Кріс Блеквелл                                |